# Louma
Louma (auch: Luma) ist ein Dorf in der Stadtgemeinde Filingué in Niger.

## Geographie
Das Dorf liegt am Rand des Trockentals Dallol Bosso. Es befindet sich rund 21 Kilometer südlich des Stadtzentrums von Filingué, der Hauptstadt des gleichnamigen Departements Filingué, das zur Region Tillabéri gehört. Zu den Siedlungen in der näheren Umgebung von Louma zählen Gao Tsohon Gari und Gao Sabon Gari im Nordosten sowie Kania im Süden.
Es herrscht das Klima der Sahelzone vor, mit einer durchschnittlichen jährlichen Niederschlagsmenge zwischen 300 und 400 mm. Louma ist Teil einer etwa 70.000 Hektar großen Important Bird Area, die unter der Bezeichnung Dallol Boboye den mittleren Abschnitt des Dallol Bosso vom Stadtzentrum von Filingué bis circa 15 Kilometer südlich von Balleyara umfasst. Im Ort wurden folgende Vogelarten beobachtet:
- Zwergrötelschwalbe (Cecropis abyssinica)
- Rußheckensänger (Cercotrichas podobe)
- Abdimstorch (Ciconia abdimii)
- Senegalracke (Coracias abyssinicus)
- Bergammer (Emberiza tahapisi)
- Fuchsfalke (Falco alopex)
- Rotbauch-Glanzstar (Lamprotornis pulcher)
- Weißkehlspint (Merops albicollis)
- Bronzescheitel-Smaragdspint (Merops orientalis)
- Gabarhabicht (Micronisus gabar)
- Schwarzschwanz-Steinschmätzer (Oenanthe melanura)
- Zwergweber (Ploceus luteolus)
- Lachtaube (Streptopelia roseogrisea)
- Wiedehopf (Upupa epops)
- Schwarzschopfkiebitz (Vanellus tectus)[4]

## Geschichte

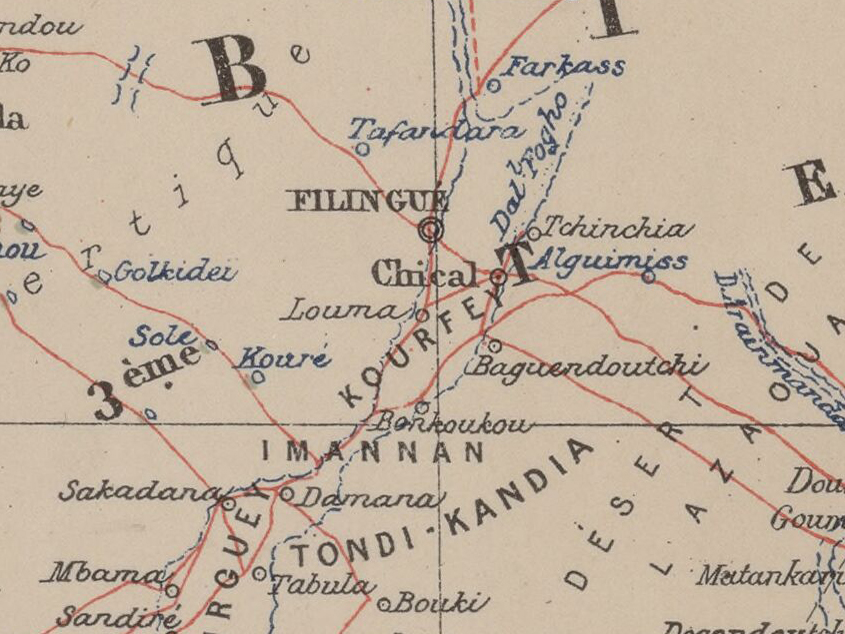
Ausschnitt einer Karte von 1903 mit Louma im Zentrum

Wie eine Reihe anderer Dörfer in der Umgebung wurde Louma wahrscheinlich in der Zeit zwischen 1780 und Anfang des 19. Jahrhunderts gegründet. Es handelt sich um einen der alten Orte der ethnischen Gruppe der Kurfeyawa, der der Überlieferung nach von den Kindern von Adabur, dem Kurfeyawa-Anführer von Shett, gegründet wurde. Weitere dieser Siedlungen sind beispielsweise Chikal, Gao Tsohon Gari, Itchiguine, Kania und Tounfalis.
Die 364 Kilometer lange Piste für Reiter zwischen Dogondoutchi und Niamey, die durch Louma führte, galt in den 1920er Jahren als einer der Hauptverkehrswege in der damaligen französischen Kolonie Niger. Von 1998 bis 2003 wurden auf einer Fläche von sieben Hektar Gummiarabikumbäume (Acacia senegal) gepflanzt. Der staatliche Stromversorger NIGELEC elektrifizierte das Dorf im Jahr 2013.

## Bevölkerung
Bei der Volkszählung 2012 hatte Louma 3600 Einwohner, die in 520 Haushalten lebten. Bei der Volkszählung 2001 betrug die Einwohnerzahl 2741 in 363 Haushalten und bei der Volkszählung 1988 belief sich die Einwohnerzahl auf 4499 in 675 Haushalten.

## Wirtschaft und Infrastruktur
In Louma wird Bewässerungsfeldwirtschaft betrieben. Im Jahr 2020 belief sich die dafür genutzte Fläche auf 5,1 Hektar. Mit einem Centre de Santé Intégré (CSI) ist ein Gesundheitszentrum im Ort vorhanden. Es verfügt über ein eigenes Labor und eine Entbindungsstation. Der CEG Louma ist eine allgemein bildende Schule der Sekundarstufe des Typs Collège d’Enseignement Général (CEG). Die Niederschlagsmessstation im Dorf wurde 1981 in Betrieb genommen. Durch Louma verläuft die 868 Kilometer lange Nationalstraße 25 zwischen den Städten Niamey und Agadez. Die Straße ist in diesem Abschnitt asphaltiert.